# Knopfkanüle

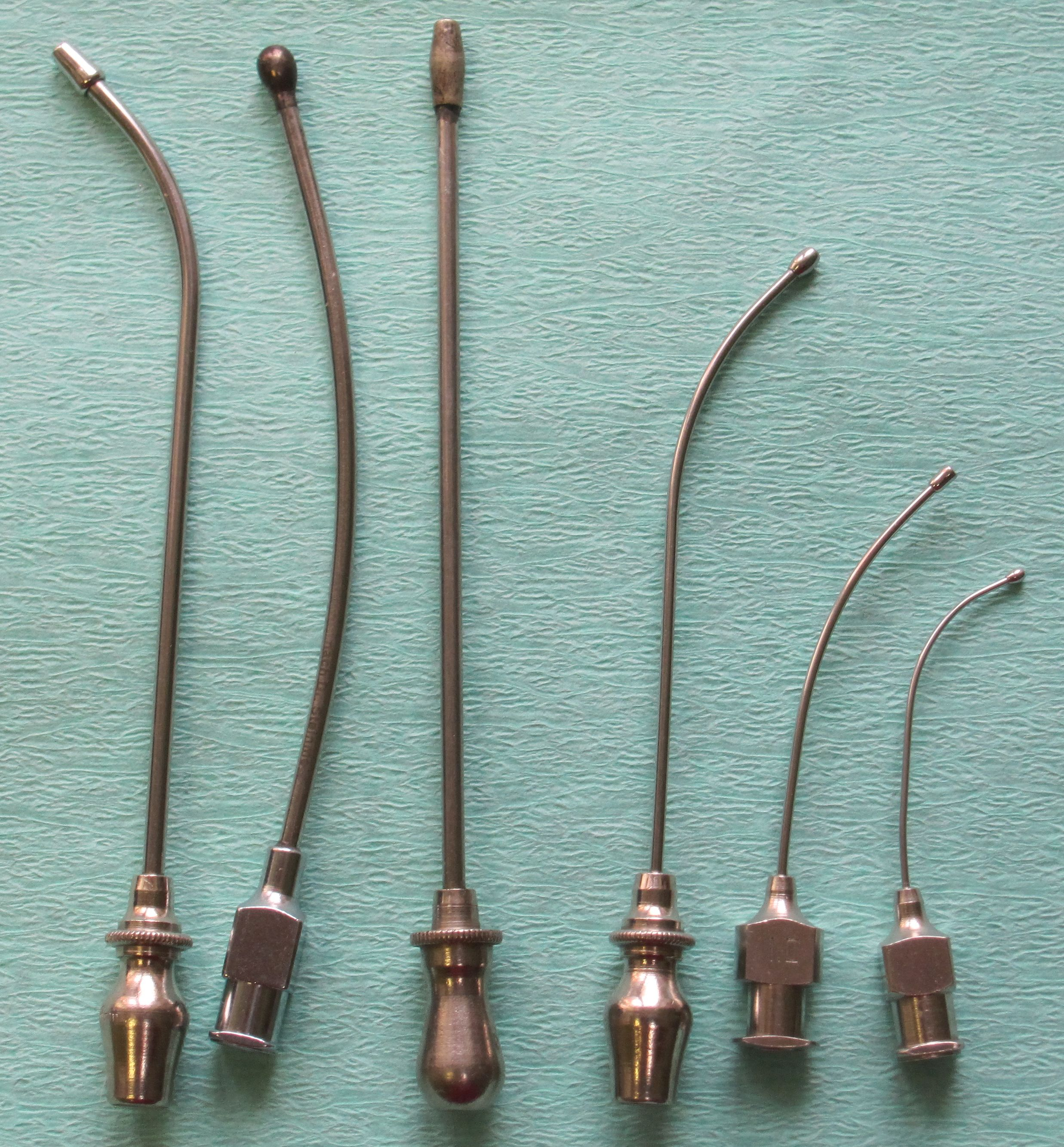
Verschiedene Knopfkanülen

Eine Knopfkanüle ist eine Hohlnadel, die im Gegensatz zu einer Injektionskanüle kein spitzes, sondern ein abgerundetes Ende mit kugel- oder olivenförmiger Verbreiterung aufweist. Der Kanülenkörper kann gerade oder gebogen ausgeführt sein. Eine Knopfkanüle erleichtert das Einführen in Wundhöhlen, Abszesshöhlen oder natürliche Hohlräume und verhindert dabei die Verletzung des umliegenden Gewebes. Sie werden in der Medizin vor allem zur Spülung eingesetzt.